# 文昭
文昭，加拿大籍華人，是個活躍于YouTube的時事評論員。他在YouTube經營两个頻道：一个是以歷史及時事話題為主的「文昭談古論今」；另一个是科幻、奇異等趣味類話題為主的「文昭思緒飛揚」。兩个頻道都各自擁有超過100萬位訂閱者。

## 時事評論員
早在2008年，已移民加拿大的文昭就开始在《大紀元時報》专门发表中國政治相關的時事評論。并在2012年開始在希望之声国际广播电台電臺及新唐人電視臺做時事評論員。

## YouTuber
2017年，在與法輪功系媒體保持合作的同時，文昭開始經營自己的Youtube節目“文昭談古論今”，從開播至2020年間共吸引了超過1.75億的觀看次數，有五分之一的觀眾來自中國大陸，平均每集節目有35萬次觀看次數，并因此得到《經濟學人雜誌》的關注與採訪。
他的節目以點評中國大陸政治時事為主，因對中共當局多有針砭，吸引了大量的海外華人觀眾。
2020年台灣大選時，他以獨立媒體人身份受“華人民主書院”邀請參與觀選團，并在台灣的中央廣播電臺接受採訪。
2020年6月12日，他開闢了第二個Youtube频道“文昭思緒飛揚”，專用來談論趣味性課題。
2024年，他再度受台北市信民協會的邀請參與「2024全球華文自媒體台灣大選觀選團」，與包括吳建民、夏明、袁弓夷、悉尼奶爸等等在內一眾華人自媒體前往觀摩2024年臺灣大選，與曹興誠、矢板明夫、汪浩等在台的時政媒體人對話。

## 笔名的来历
“文昭”是其筆名，取自《詩經·大雅·文王之什》首句：“文王在上，於昭于天”，藉以“追思中華文明起源、懷念古聖”。

## 外部鏈接
- YouTube上的文昭談古論今頻道(乾淨世界版本)
- YouTube上的文昭思緒飛揚頻道（乾淨世界版本）
- 文昭會員網站
- 文昭的X（前Twitter）
- 文昭的Instagram帳戶
- 文昭的Facebook專頁